# Парламентские выборы в Испании (1893)
Парламентские выборы в Испании 1893 года прошли 5 марта.

## Предыстория
26 июня 1890 года либералам удалось добиться введения в Испании всеобщего избирательного права для мужчин старше 25 лет. Победа оказалась пирровой и привела к падению кабинета министров во главе с лидером либералов Пракседесом Матео Сагастой. 5 июля 1890 года новым председателем Совета министров стал консерватор Антонио Кановас дель Кастильо. 21 ноября 1891 года раскол происходит в консервативных рядах, в отставку подал министр внутренних дел Франсиско Сильвела-и-Ле Веллёз, создавший свою партию — Консервативный союз (исп. Unión Conservadora, UC). В результате конфликта внутри консерваторов кабинет Кановаса подаёт в отставку и 11 декабря 1892 года Сагаста возвращается на этот пост. 5 января 1893 года он объявляет о роспуске Конгресса депутатов и назначает новые выборы.
Перед выборами Республиканская прогрессистская партия, Федеративная демократическая республиканская партия, Республиканская централистская партия и независимые республиканцы объединились, создав коалицию Республиканский союз (исп. Unión Republicana, UR). Демократы Эмилио Кастелара участвовали в выборах отдельно от других республиканских группировок.

## Результаты
5 марта был избран 401 член Конгресса депутатов в самой Испании, 16 депутатов в Пуэрто-Рико (12 из них представляли Безусловно испанскую партию, выступавшую против независимости острова, де-факто филиал Либерально-консервативной партии, 3 — Автономистскую партию Пуэрто-Рико и один независимый безусловный) и 30 на Кубе (7 автономистов и 23 от Конституционного союза, среди которых было по 11 консерваторов и либералов, а также один независимый).
Победу на выборах одержала Либеральная партия во главе с Пракседесом Матео Сагастой. Считая союзников из числа баскских династистов, либералы смогли получить 257 мест в Конгрессе депутатов (64,09 %).. Их главным оппонентам, Либерально-консервативной партии Антонио Кановаса дель Кастильо пришлось удовлетвориться 87 местами (21,7 %), считая близких по идеологии сторонников Франсиско Сильвела-и-Ле Веллёза (Консервативный союз). Удачными выборы можно считать для республиканцев и демократов, которые смогли увеличить своё представительство в Конгрессе депутатов с 26 мест до 47, в то время как карлисты и традиционалисты сохранили свои позиции.
Итоги выборов в Конгресс депутатов Испании 5 марта 1893 года
| Партии и коалиции                                            | Партии и коалиции                                  | Партии и коалиции                                  | Партии и коалиции                         | Лидер                          | Голоса | Голоса | Голоса | Места      | Места |
| Партии и коалиции                                            | Партии и коалиции                                  | Партии и коалиции                                  | Партии и коалиции                         | Лидер                          | #      | %      | +/−    | Места      | +/−   |
| ------------------------------------------------------------ | -------------------------------------------------- | -------------------------------------------------- | ----------------------------------------- | ------------------------------ | ------ | ------ | ------ | ---------- | ----- |
|                                                              |                                                    | Либеральная партия                                 | исп. Partido Liberal, PL                  | Пракседес Матео Сагаста        |        |        |        | 257        | ▲161  |
| Все либералы                                                 | Все либералы                                       | Все либералы                                       | Все либералы                              | Все либералы                   |        |        |        | 257        | ▲152  |
|                                                              |                                                    | Либерально-консервативная партия                   | исп. Partido Liberal-Conservador, PLC     | Антонио Кановас дель Кастильо  |        |        |        | 70         | ▼181  |
|                                                              | Консервативный союз                                | исп. Unión Conservadora, UC                        | Франсиско Сильвела-и-Ле Веллёза           |                                |        |        | 17     | Первый раз |       |
| Все консерваторы                                             | Все консерваторы                                   | Все консерваторы                                   | Все консерваторы                          | Все консерваторы               |        |        |        | 87         | ▼175  |
|                                                              |                                                    | Республиканская прогрессистская партия             | исп. Partido Republicano Progresista, PRP | Мануэль Руис Соррилья          |        |        |        | 14         | ▼3    |
|                                                              | Федеральная демократическая республиканская партия | исп. Partido Republicano Democrático Federal, PRDF | Франсиско Пи-и-Маргаль                    |                                |        |        | 9      | ▲5         |       |
|                                                              | Централистская республиканская партия              | исп. Partido Republicano Centralista, PRC          | Николас Сальмерон                         |                                |        |        | 4      | ▲1         |       |
|                                                              | Независимые республиканцы                          | исп. Republicano independiente                     |                                           |                                |        |        | 5      | ▲4         |       |
| Республиканский союз                                         | Республиканский союз                               | Республиканский союз                               | Республиканский союз                      | Республиканский союз           |        |        |        | 32         | ▲6    |
|                                                              |                                                    | Демократическая партия                             | исп. Partido Democrático Posibilista, PDP | Эмилио Кастелар                |        |        |        | 15         | ▲8    |
| Все демократы                                                | Все демократы                                      | Все демократы                                      | Все демократы                             | Все демократы                  |        |        |        | 15         | ▲8    |
|                                                              |                                                    | Традиционалистское причастие                       | исп. Comunión Tradicionalista, CT         | Маркиз де Серральбо            |        |        |        | 7          | ▲2    |
|                                                              | Национальная католическая партия                   | исп. Partido Católico Nacional, PCN                | Рамон Носедаль                            |                                |        |        | 1      | ▼1         |       |
| Все карлисты и традиционалисты                               | Все карлисты и традиционалисты                     | Все карлисты и традиционалисты                     | Все карлисты и традиционалисты            | Все карлисты и традиционалисты |        |        |        | 8          | ▬     |
|                                                              |                                                    |                                                    |                                           |                                |        |        |        |            |       |
| Всего                                                        | Всего                                              | Всего                                              | Всего                                     | Всего                          | н/д    | 100,00 |        | 401        | ▬     |
|                                                              |                                                    |                                                    |                                           |                                |        |        |        |            |       |
| Источник: - Historia Electoral - Spain Historical Statistics |                                                    |                                                    |                                           |                                |        |        |        |            |       |

1. ↑  Включая двоих баскских династистов

## Результаты по регионам
Либералы заняли первое место по количеству избранных депутатов в 43 провинциях. Либералы-консерваторы смогли победить в Овъедо (ныне Астурия), Сеговии и Уэльве. Впервые республиканцам, объединившимся в коалицию удалось победить на провинциальном уровне, получив большинство мест в провинциях Мадрид и Барселона. В провинции Жирона первое место поделили либералы и Консервативный союз. Объединившимся республиканцам также удалось одержать уверенную победу в трёх из четырёх крупнейших городов страны. Республиканский союз завоевал 6 мандатов из 8 в Мадриде (по два у каждой из трёх партий), 3 из 5 в Барселона (по одному у каждой из трёх партий) и 2 из 3 в Валенсии (оба у прогрессистов). Кроме того, прогрессисты взяли одно место в Севильи. Либералы получили 2 мандата из 4 в Севильи и по 2 мандата в Мадриде и Барселоне.  Консерваторы завоевали по одному мандату в Севильи и Валенсии.

## После выборов
6 апреля 1893 года члены Конгресса депутатов нового созыва выбрали председателя. Им стал Антонио Агилар, маркиз де-ла-Вега-де-Армихо (Либеральная партия), за которого проголосовали 212 парламентария. Председателем Сената вновь стал Хосе Гутьеррес де ла Конча, маркиз де Ла Хабана (Либеральная партия), которого в ноябре 1894 года сменил другой либерал Эухенио Монтеро Риос.
За время работы законодательного органа Испания пережила вооруженные конфликты с Марокко, серия анархических атак в Барселоне (1893 год) и начало Войны за независимость Кубы, третьего и последнего военного конфликта между Кубой и Испанией.
Несколько месяцев спустя, Эмилио Кастелар, выступавший за демократизацию режима изнутри, объявил о роспуске Демократической партии и призвал своих сторонников присоединиться к Либеральной партии. Часть демократов во главе с Карвахалем и Вильямилом выступили против и основали свою партию, Республиканский конституционный союз (исп. Unión Constitucional Republicana), которая в 1895 году объединилась с частью членов Республиканской прогрессистской в Национальную республиканскую партию (исп. Partido Republicano Nacional).